# 鉱山保安法
鉱山保安法（こうざんほあんほう、昭和24年5月16日法律第70号）は、鉱山の保安に関する日本の法律である。 
鉱山における保安については安全衛生に係る一般法である労働安全衛生法が適用されないことから（労働安全衛生法115条1項）、本法においてその要件や手続き等を定めている。

## 主務官庁
- 経済産業省大臣官房産業保安・安全グループ
  - 保安政策課
  - 鉱山・火薬類監理官室

## 構成
- 第1章 - 総則（第1条~第4条）
- 第2章 - 保安（第5条~第32条）
- 第3章 - 監督等（第33条~第59条）
- 第4章 - 罰則（第60条~第63条）
- 附則

## 目的
この法律は、鉱山労働者に対する危害を防止するとともに鉱害を防止し、鉱物資源の合理的開発を図ることを目的とする（第1条）。

## 資格
- 鉱山保安技術職員